# 지방도 제1042호선
지방도 제1042호선(진영 ~ 봉황선)은 경상남도 김해시 진영읍 설창사거리와 봉황동 봉황교사거리를 잇는 경상남도의 지방도이다. 진영읍 출구부분(설창사거리)에서 김해시내 내부(봉황교사거리)까지 주촌면의 금음산을 휘돌아가는 노선경로가 특징이다. 진영읍, 주촌면에서 국도 제14호선, 내외동에서 국도 제58호선과 교차한다.

## 연혁
- 2001년 8월 22일 : 김해시 진례면 청천리 ~ 신월리 3.0km 구간 임시 개통[1]
- 2003년 2월 20일 : 노선 폐지 및 재지정[2][3]
- 2004년 2월 26일 : 김해시 진례면 신월리 ~ 산본리 430m 구간 개통[4]
- 2009년 10월 15일 : 지방도 노선 조정[5]
- 2016년 4월 7일 : 진례 ~ 주촌간 도로(김해시 진례면 산본리 ~ 내삼리) 4.8km 구간 확장 개통[6] 및 기존 김해시 부곡동 620m 구간과 김해시 유하동 ~ 주촌면 양동리 160m 구간 폐지[7]

## 주요 경유지
- 김해시
  - 진영읍 설창사거리 - 용담삼거리 - 유목1삼거리 - 유목2삼거리 - 고모삼거리 - 등리삼거리 - 진례 나들목
  - 진례면 다곡삼거리 - 청천리 - 송정리 - 초전교 - 초전리 - 신월리 - 신월교 - 남진례 나들목 - 산본1 교차로 - 산본리
  - 부곡동
  - 주촌면 양동리 - 망덕교 - 내삼리 - 주촌초등학교 - 천곡3교 - 주촌 교차로 - 선지리
  - 외동사거리 - 성원아파트삼거리 - 임호사거리 - 무접삼거리 - 봉황교사거리(수로왕릉역)

## 도로명
- 김해시 진영읍 설창사거리 ~ 주촌면 선지리 : 서부로
- 내외동 외동주공아파트 ~ 봉황교사거리 : 분성로[8]